# Mimudea staiusalis
Mimudea staiusalis là một loài bướm đêm trong họ Crambidae.